# Abrantes (métro de Madrid)
Pour les articles homonymes, voir Abrantes (homonymie).
Abrantes est une station de la ligne 11 du métro de Madrid, en Espagne. Elle est établie sous l'avenue d'Abrantes, au niveau de son intersection avec la rue Alfonso-Martínez-Conde, dans l'arrondissement de Carabanchel.

## Situation sur le réseau
La station est située entre Plaza Elíptica au nord-est, terminus de la ligne, et Pan Bendito au sud-ouest, en direction de La Fortuna.

## Histoire
La station est mise en service le 16 novembre 1998, lors de l'ouverture de la première section de la ligne 11 entre Plaza Elíptica et Pan Bendito.

## Services aux voyageurs

### Accès et accueil
La station possède deux accès équipés d'escaliers et d'escaliers mécaniques, ainsi qu'un accès direct par ascenseur depuis l'extérieur.

### Intermodalité
La station est en correspondance avec les lignes de bus no 47 et 108 du réseau EMT, ainsi qu'avec la ligne d'autobus interurbain no 484.